# Parc d'État de Clayton Lake
Pour les articles homonymes, voir Clayton.
Le parc d'État de Clayton Lake – ou Clayton Lake State Park en anglais – est une aire protégée américaine dans le comté d'Union, au Nouveau-Mexique. Ce parc d'État centré sur le lac Clayton a été créé en 1967 et désigné International Dark Sky Park en 2010.